# داریبیتی (۱۳°۲۰′ شمالی ۱°۲۷′ غربی)

داریبیتی شهری در شهرستان کونگوسی در استان بام در بورکینافاسوی شمالی است و جمعیت آن ۵۱۲ نفر است.